# Hồ Onega
Hồ Onega (cũng gọi là Onego, tiếng Nga: Онежское озеро Onežskoe ozero; tiếng Phần Lan: Ääninen hoặc Äänisjärvi; tiếng Karelian: Oniegu hoặc Oniegu-järve; tiếng Veps: Änine hoặc Änižjärv) là một hồ ở miền tây bắc nước Nga trong phần thuộc châu Âu, nằm trong lãnh thổ nước Cộng hòa Karelia, tỉnh Leningrad và tỉnh Vologda. Nó thuộc vịnh biển Baltic, Đại Tây Dương, và là hồ lớn thứ nhì ở châu Âu sau hồ Ladoga. Hồ này chứa nước của 50 sông chảy vào và chảy ra qua sông Svir.
Có khoảng 1.650 đảo nhỏ trên hồ, trong đó có đảo Kizhi, nơi có khu liên hợp lịch sử gồm 89 nhà thờ Chính thống giáo bằng gỗ cùng những kiến trúc khác bằng gỗ từ thế kỷ thứ 15 tới thế kỷ 20. Khu liên hợp nói trên bao gồm cả Kizhi Pogost, một di sản thế giới của UNESCO. Bờ phía đông của hồ có khoảng 1.200 petroglyph (tranh khắc trên đá) từ thiên niên kỷ 4 tới thiên niên kỷ 2 trước Công nguyên. Các thành phố chính trên hồ là Petrozavodsk, Kondopoga và Medvezhyegorsk.

## Lịch sử địa chất
Hồ này nguyên là hồ băng (hồ do băng tan khoét thành) và là vết tích còn lại của một khối nước lớn đã tồn tại ở khu vực này trong kỷ băng hà. Trong thuật ngữ địa chất học, hồ này còn khá trẻ, được hình thành - giống như hầu hết tất cả các hồ ở miền bắc châu Âu - thông qua các hoạt động khoét sâu xuống của các mảng băng hà lục địa ở phần sau của kỷ băng hà cuối cùng, khoảng 12.000 năm trước đây: Trong thời Đại Cổ sinh (300–400 triệu năm trước đây) toàn bộ lãnh thổ của lưu vực hiện đại của hồ bị bao phủ bằng một thềm lục địa nằm gần lưu vực cổ, cận lục địa Baltic. Các trầm tích ở thời đó – sa thạch, cát, đất sét và đá vôi – tạo thành một lớp dày 200 mét phủ trên khiên Baltic gồm đá hoa cương, gơnai và Greenschist. Sự rút sông băng ở kỷ băng hà tạo thành biển Littorina. Mực nước đầu tiên của nó cao hơn mức hiện nay  từ 7 đến 9 mét, nhưng nó dần dần thấp đi, do đó diện tích biển giảm đi và tạo thành nhiều hồ trong vùng Baltic.

## Địa hình và mạng thủy văn
Hồ Onega có diện tích là 9.700 km² không kể các đảo, và dung tích là 280 km³; chiều dài của hồ khoảng 245 km, chiều rộng khoảng 90 km. Đây là hồ lớn thứ nhì ở châu Âu, và là hồ lớn thứ 18 trên thế giới. Bờ hồ phía nam phần lớn là thấp, trong khi các bờ phía bắc là đá và gồ ghề.  Chúng chứa rất nhiều vịnh thuôn dài tạo cho hồ thành hình một con tôm khổng lồ. Ở phần phía bắc hồ có bán đảo Zaonezhye lớn (tiếng Nga: Заонежье); phía nam bán đảo này là đảo Klimenetsky Lớn (tiếng Nga: Большой Клименецкий. Về phía tây của chúng là khu vực vịnh Onego Lớn (tiếng Nga: Большое Онего) (sâu hơn 100 m) với vịnh Kondopozhskaya (tiếng Nga: Кондопожская губа, sâu tới 78 mét), Ilem-Gorskaya (42 m), Lizhemskoy (82 m) và Unitskoy (44 m). Về phía tây nam của vịnh Onega Lớn là vịnh Petrozavodsk Onego (tiếng Nga: Петрозаводское Онего) với các vịnh Petrozavodsk lớn và các vịnh nhỏ Yalguba và Pinguba. Về phía đông của Zaonezhye có một vịnh, phần phía bắc của nó gọi là vịnh Povenetsky và phần phía nam gọi là vịnh Zaonezhsky. Ở đó, các khu sâu, xen kẽ với các bờ và các đảo, chia vịnh thành nhiều phần. Phần cực nam của chúng, Onega Nhỏ, sâu 40–50 mét. Mọi bờ hồ đều phủ đá.
|  | Các số chỉ: 1. Vịnh Svirsk 2. Vịnh Petrozavodsk và thành phố Petrozavodsk 3. Vịnh Onego Lớn 4. Vịnh Kondopozhskaya 5. Vịnh Onego Nhỏ 6. Vịnh Zaonezhsky 7. Vịnh Povenetsky 8. Đảo Kizhi 9. Hồ Vodlozero và Vườn quốc gia Vodlozero 10. Đập tràn Ivinsky và sông Svir 11. Mũi Besov Nos ("Mũi Quỷ") 12. Đảo Klimenetsky Lớn |

Chiều sâu bình quân của hồ là 31 mét, chỗ sâu nhất (127 m) nằm ở phần phía bắc. Chiều sâu ở phần giữa hồ là 50–60 m và tăng lên tới 20–30 m ở phần phía nam. Đáy hồ có hình dạng rất không đồng đều, nó được bao phủ bằng phù sa, và chứa rất nhiều khe rãnh có kích thước và hình dạng khác nhau ở phần phía bắc. Các khe rãnh nằm cách nhau bởi các bãi ngầm lớn và nông. Cấu trúc đáy hồ như vậy có lợi cho cá sinh sống, nên các bãi ngầm được sử dụng để đánh bắt cá thương mại.
Mực nước hồ được ổn định hóa bằng nhà máy thủy điện Verhnesvirskaya  và chỉ thay đổi từ 0,9 tới1,5 mét trong một năm. Mực nước tăng lên do lũ lụt mùa xuân kéo dài từ 1,5 tới 2 tháng. Mực nước cao nhất là từ tháng 6 tới tháng 8, còn mực nước thấp nhất là trong tháng 3, tháng 4. Hàng năm các sông chảy vào hồ này 15,6 km³ nước, tức lên tới 74% lượng nước, phần còn lại do lượng nước mưa (hay tuyết) rơi xuống. Phần lớn nước trong hồ (84% hoặc 17.6 km³/năm) chảy ra ngoài qua sông Svir, và 16% lượng còn lại bị bốc hơi từ mặt hồ. Thường có các trận bão mang đặc tính của bão biển hơn là bão trên hồ, khiến sóng dâng cao 2 tới 3 mét và thậm chí tới cả năm mét. Hồ bị đóng băng ở vùng gần bờ và ơ các vịnh vào cuối tháng 11, tháng 12; còn ở giữa thì bị đóng băng khoảng giữa tháng Giêng. Nước ở vùng sâu thì trong, có thể nhìn rõ xuyên qua 7–8 m. Nước trong hồ là nước ngọt, với dung lượng muối là 35 mg/L. Đây là tỷ lệ muối tương đối thấp hơn 1,5 lần so với hồ lớn khác trong khu vực là Hồ Ladoga. Nhiệt độ vùng nước trên bề mặt hồ là từ 20 tới 24 °С, còn ở các vịnh là 24–27 °С. Nước ở vùng sâu thì lạnh hơn, chỉ từ 2 tới 2,5 °С trong mùa đông và từ 4 tới 6 °С trong mùa hè. Thời tiết tương đối lạnh, với nhiệt độ dưới 0 °C trong nửa năm, còn nhiệt độ trung bình trong mùa hè là khoảng 16 °C.

## Lưu vực và các đảo
Lưu vực 51.540 km² chảy vào hồ qua 58 sông và trên 110 sông nhánh, trong đó có sông Shuya, sông Suna, sông Vodla, sông Vytegra và sông Andoma. Nước trong hồ chỉ chảy đi qua sông Svir, đánh dấu biên giới phía nam của Karelia, chạy từ bờ biển phía tây nam của hồ Onega tới hồ Ladoga và tiếp tục qua sông Neva ra Vịnh Phần Lan.
Kênh Biển Trắng – biển Baltic chảy qua hồ từ Biển Trắng tới biển Baltic. Tuyến đường thủy Volga–biển Baltic nối hồ Onega với sông Volga, biển Caspi và Biển Đen. Kênh Onega, dọc theo các bờ phía nam của hồ, được đào từ năm 1818–1820 và năm 1845–1852 giữa sông Vytegra ở phía đông và sông Svir ở phía tây. Kênh này là một phần của hệ thống tuyến đường thủy Volga-biển Baltic, một kênh đi trước của tuyến đường thủy Volga-biển Baltic, nhắm tạo ra một lối đi yên tĩnh cho tàu thuyền tránh vùng nước hồ khi có bão. Kênh này rộng khoảng 50 mét, nằm cách các bờ hồ từ 10 mét tới 2 km. Kênh này hiện nay không được sử dụng cho tàu thuyền lưu thông.
Có khoảng 1.650 đảo nhỏ trong hồ, với diện tích tổng cộng khoảng 250 km². Trong đó đảo nổi tiếng nhất là đảo Kizhi, có các nhà thờ lịch sử bằng gỗ từ thế kỷ thứ 18. Đảo lớn nhất là đảo Klimenetsky lớn có diện tích 147 km². Đảo này có vài nơi định cư, một trường học và một ngọn đồi cao 82 m. Các đảo lớn khác là đảo Lelikovsky lớn và Suysari.
|               |                   |       |         |
| Đảo Sosnowets | Vịnh Petrozavodsk | Bờ hồ | Các đảo |

## Hệ thực vật và động vật
Các bờ hồ thì thấp và khi nước sông dâng cao thì tràn bờ hồ. Do đó các bờ lầy lội và có nhiều cây mía, cùng các con vịt, ngan, ngỗng và thiên nga sinh sống. Khu vực ven bờ được bao phủ bởi các rừng nguyên sinh dày đặc. Loại cây chính là thông, nhưng cũng có các cây đoạn, cây du và tống quán sủi. Các động vật thông thường gồm có hươu Bắc Mỹ, gấu nâu, chó sói, chồn, thỏ rừng, sóc, linh miêu, chồn mactet, con lửng châu Âu, cũng như chuột xạ Bắc Mỹ và chồn vizon được đưa vào vùng này từ đầu thế kỷ 20. Khoảng 200 loại chim thuộc 15 họ đã được quan sát thấy ở lưu vực hồ.
Hồ Onega có rất nhiều loại cá và loài không xương sống sống dưới nước, trong đó có các di hài từ kỷ băng hà, như cá miệng tròn. Có khoảng 47 loại cá thuộc 13 họ, trong đó có cá tầm, cá hồi nước ngọt, cá hồi xám, cá hồi suối, cá osmer châu Âu (cá nhỏ họ Osmeridae), cá hồi miệng nhỏ, cá chép, cá giếc, cá hồi trắng, cá bống, cá hồi chấm hồng, cá chó, cá hồi trắng châu Âu, cá bạch, cá vền bạc, cá vền, cá ziege (thuộc họ cá chép), cá chạch, cá nheo, cá chình châu Âu, rudd (thuộc lớp cá vây tia), cá chép đỏ, cá đục, sander (thuộc họ cá pecca), cá pecca, ruffe (thuộc họ cá pecca) và cá tuyết sông.

## Sinh thái
Mức độ ô nhiễm ở khu vực hồ đã tăng dần, đặc biệt là ở các phần Tây Bắc và các phần phía Bắc có chứa các cơ sở công nghiệp của các thành phố Petrozavodsk, Kondopoga và Medvezhyegorsk. Khoảng  80% dân số và trên 90% công nghiệp của lưu vực được tập trung trong các vùng này. Ô nhiễm từ 3 thành phố này lên tới khoảng 190 triệu m³ nước cống rãnh cùng nước thải và 150 tấn chất thải hàng năm. Hoạt động của con người tạo ra khoảng 315 triệu m³ nước thải hàng năm, trong đó 46% là nước thải công nghiệp và các hộ gia đình, 25% là dòng chảy nước mưa và 16% là nước thải liên quan tới việc cải tạo đất. Nước thải này có chứa 810 tấn phosphor và 17.000 tấn nitơ, 11.800 tấn của những nguyên tố này được thải ra thông qua sông Svir trong khi phần còn lại tích tụ trong lòng hồ. Tàu, thuyền có động cơ (khoảng 8.000 chiếc) mang lại ô nhiễm dầu ở mức khoảng 830 tấn mỗi năm, cũng như phenol  (0,5 tấn), chì (0,1 tấn) và oxide sulfur, nitơ, và carbon.

## Kinh tế
Lưu vục hồ là nguồn đá granite, cẩm thạch và schist đen ở Nga, đã được khai thác từ đầu thế kỷ 18. Ngành luyện kim cũng tiên tiến, nhất là ở vùng Petrozavodsk, nơi sản xuất khoảng 25% sản phẩm công nghiệp của nước Karelia. Mực nước của hồ được kiểm soát bởi các nhà máy thủy điện Nizhnesvirskaya (tiếng Nga: Нижнесвирская ГЭС, "Lower-Svir") và Verzhnesvirskaya (tiếng Nga: Верхнесвирская ГЭС, "Upper-Svir"). Nhà máy thủy điện Nizhnesvirskaya được xây dựng từ năm 1927 tới 1938, có công suất cao nhất là 99 MW. Việc xây dựng nhà máy thủy điện Verzhnesvirskaya bắt đầu từ năm 1938, nhưng bị gián đoạn bởi Thế chiến thứ hai và chỉ được bắt đầu lại từ năm 1947. Nhà máy hoàn thành năm 1952, cung cấp được 160 MW năng lượng  điện. Hồ chứa nước của nhà máy thủy điện Verzhnesvirsk có diện tích 9.930 km² với sức chứa 260 km³, tức là gần như cùng diện tích và sức chứa của Hồ Onega. Việc xây dựng nhà máy thủy điện đã nâng mực nước của hồ lên 0,5 m.
Hồ này có hệ thống giao thông đường thủy rất phát triển, là một phần của tuyến đường thủy sông Volga–biển Baltic và kênh Biển Trắng – biển Baltic, nối các lưu vực biển Baltic, biển Caspi và vùng biển Bắc. Các kênh này cho phép vận chuyển hàng hóa từ hồ tới tới các nước từ Đức tới Iran; phần lớn việc giao thông đi từ Phần Lan, Thụy Điển, Đức và Đan Mạch. Kênh Onega chạy dọc theo bờ phía nam của hồ hiện nay không được sử dụng. Việc vận chuyển hàng hóa trên hồ Onega lên tới từ 10–12 triệu tấn hàng năm với khoảng 10.300 chuyến tàu. Các bờ hồ có 2 cảng (Petrozavodsk và Medvezhyegorsk), 5 bến tàu (Kondopoga, Povenets, Shala, Vytegra và Ascension (tiếng Nga: Вознесенье)) cùng 41 cầu tàu.
Đánh bắt cá là một ngành nghề quan trọng ở hồ. Khoảng 17 loại cá được đánh bắt thương mại, nhiều nhất là cá hồi trắng, cá osmer, cá Rutilus, cá tuyết sông, cá Sander, cá pecca, cá ruffe, cá vền, cá hồi nước ngọt, cá chó, cá chép đỏ, cá hồi miệng nhỏ, cá dace, cá mương châu Âu và cá giếc.
Trong khi đó, không có dịch vụ chở hành khách thường xuyên trên hồ. Có nhiều chuyến chở khách du lịch mỗi ngày dọc theo các tuyến đường Petrozavodsk - Kizhi, Petrozavodsk - Velikaya Guba và Petrozavodsk - Shala. Các chuyến này sử dụng hydrofoil và tàu có động cơ. Chúng cũng chở cả hành khách nữa. Ngoài ra, cũng có các tàu chở hành khách trên tuyến Petrozavodsk - Shala.
Chạy thuyền buồm trên hồ là một hoạt động được ưa thích, có một câu lạc bộ thuyền buồm ở Petrozavodsk. Từ năm 1972, vào cuối tháng 7 đều có cuộc đua thuyền buồm ("tiếng Nga: Онежская парусная регата")  lớn nhất nước Nga và có tầm cỡ quốc tế trên hồ này.
|                             |                                |                       |                                                             |
| Tàu thuyền trên bến "Kizhi" | Cảng chở hàng hóa Petrozavodsk | Petrozavodsk năm 1915 | Sculpture "Fishers" on the Onega embankment in Petrozavodsk |

## Các địa điểm lịch sử

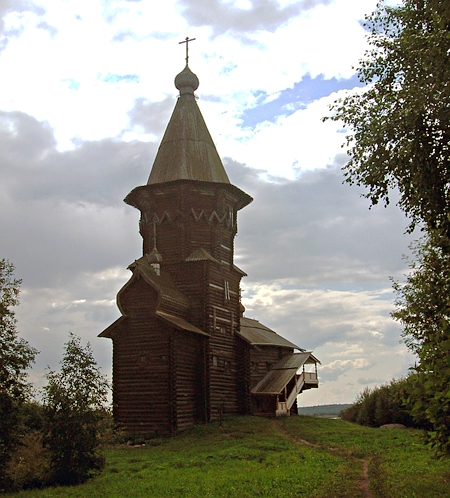
Nhà thờ Uspenskaya ở Kondopoga

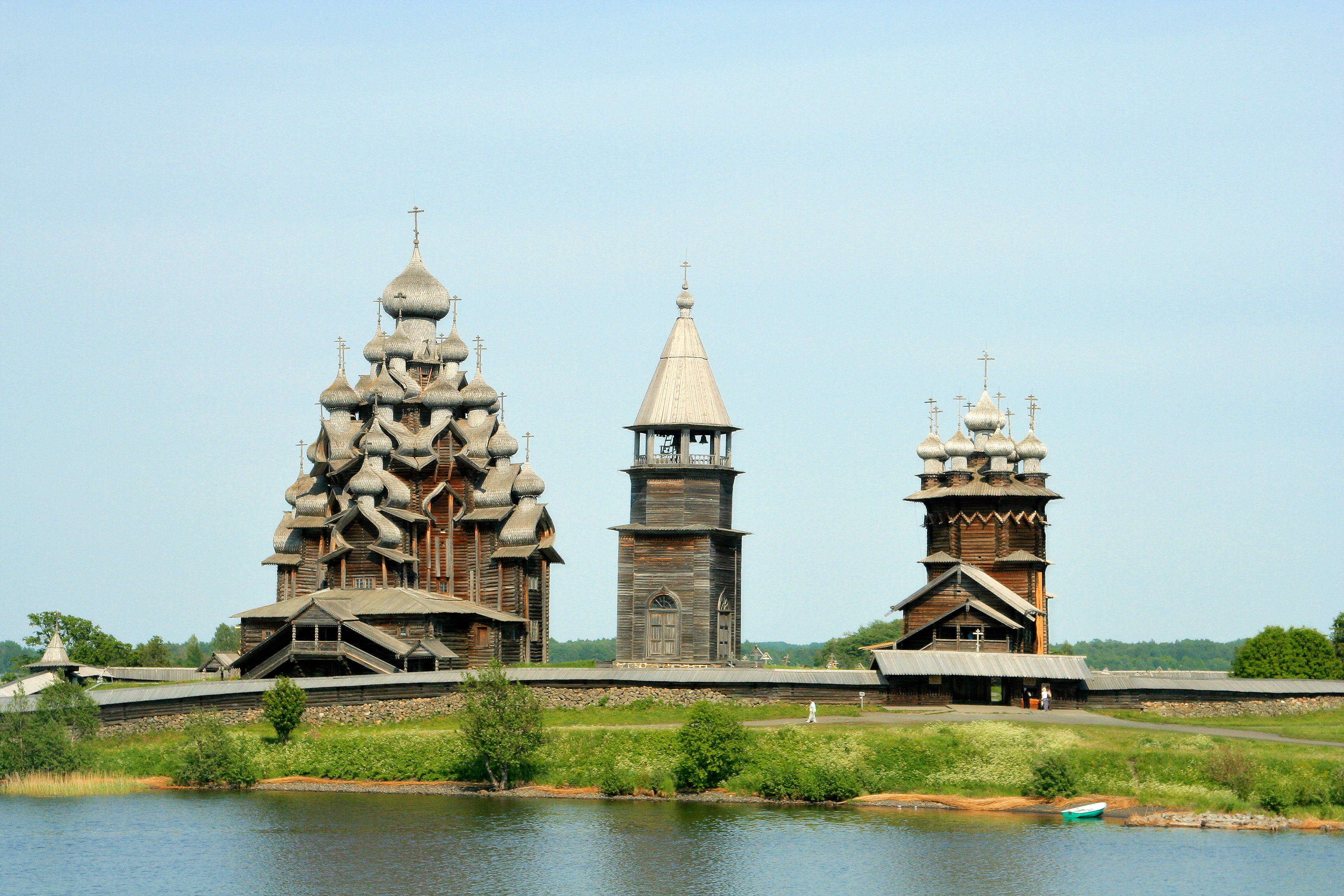
Kizhi Pogost

### Các thành phố
Thành phố lớn nhất trên hồ là Petrozavodsk – thủ đô của nước Cộng hòa Karelia (khoảng  270.000 cư dân) được Peter I thành lập năm 1703 để khai thác các mỏ quặng thiên nhiên. Khu vực Petrozavodsk có nhiều công trình kiến trúc lịch sử, như Architectural ensemble Round Square (cuối thế kỷ 18) và tòa nhà thể dục năm 1790. Đê của hồ Onega có hàng loạt tượng điêu khắc, nhiều tượng là món quà của các thành phố kết nghĩa.
Thành phố Kondopoga được biết đến từ năm 1495, có Nhà thờ Uspenskaya (Mông Triệu) xây dựng từ năm 1774. Nhà thờ cao 42 mét này là một trong các nhà thờ bằng gỗ cao nhất ở miền bắc Nga. Thành phố có 2 chuông chùm, một chùm gồm 23 chuông, còn chùm kia 18 chuông. Thành phố cũng có một khu thể thao trượt băng trong nhà, chứa được 1.850 khán giả và một Cung Nghệ thuật có đàn organ.
Thành phố Medvezhyegorsk được thành lập năm 1916 và từ năm 1931 trở thành căn cứ xây dựng của Biển Trắng – Kênh Baltic. Từ năm 1703–1710 và từ năm 1766–1769 có một xí nghiệp hoạt động trong thành phố. Trong Thế chiến thứ hai, khu vực này bị lực lượng quân sự Phần Lan chiếm đóng 3 năm và là nơi hoạt động quân sự nhộn nhịp.

### Đảo Kizhi
Nơi hấp dẫn chính của hồ là đảo Kizhi nằm ở phần phía bắc hồ, đây là Khu bảo tồn lịch sử, kiến trúc và dân tộc học cấp quốc gia. Đảo có 89 công trình kiến trúc bằng gỗ từ thế kỷ 15 tới thế kỷ 20. Trong số này, công trình đáng chú ý nhất là Kizhi Pogost từ đầu thế kỷ 18, trong đó có một nhà thờ mùa hè 22 vòm mái, một nhà thờ mùa đông 9 vòm mái và một tháp chuông. Kizhi Pogost được đưa vào danh sách di sản thế giới của UNESCO năm 1990. Vào mùa hè, hàng ngày đều có tàu thuyền chạy từ thành phố Petrozavodsk tới đảo này.

### Các đá khắc hình
Một nơi hấp dẫn khác của hồ Onega là các đá khắc hình. Chúng có từ thiên niên kỷ thứ 4 tới thiên niên kỷ thứ 2 trước Công nguyên, và nằm ở bờ phía đông của hồ. Có khoảng 1.200 đá khắc hình rải rác trong khu vực trên 20 km, trong đó ở nhiều mũi đất, chẳng hạn như mũi đất Besov Nos (xem bản đồ bên trên). Các hình khắc sâu 1–2 mm mô tả người, động vật, thuyền và các hình tròn hoặc hình lưỡi liềm.

### Công trình khác
Nhiều công trình lịch sử khác nằm rải rác chung quanh hồ, trong đó có tu viện Svyat-Uspensky trên mũi đất Murom, ở bờ phía đông của hồ. Tu viện này được thành lập từ năm 1350, đóng cửa năm 1918 và được phục hồi năm 1991.